# Ly (dokumentarfilm)
|  | Denne artikel er oprettet af botten Steenthbot ud fra en ekstern database. Den kan derfor have sproglige fejl eller mangler. Denne skabelon kan fjernes efter kontrol af indholdet. |

 For alternative betydninger, se Ly (flertydig). (Se også artikler, som begynder med Ly)
Ly er en dansk dokumentarfilm fra 1986 instrueret af Bogdan Kotnis og Troels Madsen.